# Alfred Porché
Pour les articles homonymes, voir Porché.
Alfred Porché, est un magistrat et haut fonctionnaire français, né le 27 décembre 1876 à Cognac et mort le 14 août 1964 à Saint-Mandé (Val-de-Marne).

## Biographie
Il est le frère aîné de François Porché.
Docteur en Droit il entre au Conseil d'État et en devient président de la Section du contentieux de 1937 à 1938, puis vice-président du Conseil d'État de 1938 à 1944.
Il est par ailleurs membre adjoint du comité du contentieux et de la justice militaire en 1917, et président de la commission spéciale des marchés de fortifications en 1933.
Le 27 septembre 1943, par un acte constitutionnel, le maréchal Pétain le fait figurer sur la liste des huit personnalités auxquelles son pouvoir sera remis en cas d'empêchement, avec l'amiral Auphan, le général Weygand, Pierre Caous (procureur général près la Cour de cassation), Gilbert Gidel (recteur de l'université de Paris), Léon Noël (ambassadeur de France) et François Charles-Roux, qui refuse.
Compromis pendant le régime de Vichy, il est mis à la retraite en 1944 et remplacé à son poste par René Cassin.

## Décorations
Commandeur de la Légion d'honneur : 1933

## Publications
- Alfred Porché, La question des grandes et des petites communes, Paris, Éditions A. Rousseau, 1900, 179 p.